# Курапов, Николай Гаврилович
Николай Гаврилович Курапов (17 мая 1923, село Павловское, Павловская волость, Барнаульский уезд, Алтайская губерния, РСФСР, СССР — 16 августа 2003) — советский хозяйственный, государственный и политический деятель, Герой Социалистического Труда.

## Биография
Родился в 1923 году в селе Павловское Павловской волости Барнаульского уезда. Член КПСС.
Участник Великой Отечественной войны. С 1946 года — на хозяйственной, общественной и политической работе. В 1946—1983 гг. — в системе пищевой промышленности Томской области, целинник, в сельском хозяйстве Алма-Атинской и Акмолинской областей, организатор совхозного производства Северо-Казахстанской области, директор совхоза «Чистовский» Булаевского района Северо-Казахстанской области Казахской ССР.
Указом Президиума Верховного Совета СССР от 3 марта 1980 года присвоено звание Героя Социалистического Труда с вручением ордена Ленина и золотой медали «Серп и Молот».
Умер 16 августа 2003 года, похоронен на Новом православном кладбище Петропавловска.